# فرودگاه سنمینگ شخین
فرودگاه سنمینگ شخین (به انگلیسی: Sanming Shaxian Airport) یک فرودگاه همگانی است . این فرودگاه در شهر سانمینگ کشور چین قرار دارد .